# Jean-Laurent Heusse
Jean-Laurent Heusse (né le 8 avril 1974 à Fontenay-aux-Roses) est un athlète français, spécialiste du 400 mètres haies.

## Biographie
Il remporte deux titres de champion de France du 400 m haies, en 1999 et 2001. Son record personnel établi en 1999 à Niort, est de 49 s 34.
il participe en 1999 aux championnats du monde de Séville, où il atteint les demi finales.

### Palmarès
- Championnats de France d'athlétisme :
  - vainqueur du 400 m haies en 1999 et 2001.

### Records
| Épreuve     | Performance | Lieu  | Date          |
| ----------- | ----------- | ----- | ------------- |
| 400 m haies | 49 s 34     | Niort | 1er août 1999 |